# Karl Mack von Leiberich
Karl Mack, barone di Leiberich (Nennslingen, 25 agosto 1752 – Sankt Pölten, 22 dicembre 1828), è stato un feldmaresciallo austriaco.
Altamente stimato tra gli ufficiali generali austriaci, fu però protagonista di due pesanti sconfitte, dapprima al comando dell'esercito del Regno di Napoli che venne facilmente battuto dai francesi nella battaglia di Civita Castellana durante la seconda coalizione, e poi nel 1805 nella battaglia di Ulma, dove, alla testa dell'esercito austriaco in Baviera, venne accerchiato e costretto alla resa con tutte le sue truppe dalla Grande Armata, guidata abilmente dall'imperatore Napoleone.

## Biografia

### Giovinezza
Nato in Baviera, iniziò la carriera militare nel 1770 in un reggimento di cavalleria austriaco nel quale suo zio Leiberich era comandante di squadrone, e sette anni più tardi divenne ufficiale. Durante la breve guerra di successione della Baviera fu selezionato per il personale di servizio del Conte Kinsky sotto il cui comando e quindi, sotto il comandante in capo, maresciallo Lacy, realizzò un eccellente lavoro che propiziò la sua nomina a tenente nel 1778 ed a capitano nel 1783. Il conte di Lacy, allora la maggior autorità militare dell'esercito austriaco, aveva un'ottima opinione del suo giovane assistente. Nel 1785 Mack sposò Katherine Gabrieul e ricevette il titolo nobiliare di Mack von Leiberich.
Nella guerra contro i turchi prestò servizio nel quartier generale, ottenendo la nomina a maggiore ed aiutante di campo dell'imperatore nel 1788 e quindi, nel 1789, il grado di tenente colonnello. Si distinse nell'offensiva di Belgrado e poco dopo gli scontri con Ernst Gideon Barone di Loudon, allora comandante in capo, lo portarono davanti ad un tribunale militare e lo costrinsero a lasciare il fronte. Tuttavia venne nominato colonnello nel 1789 ed insignito dell'Ordine di María Teresa. Nel 1790 Loudon e Mack, già riconciliati, furono insieme di nuovo alla guerra. Durante queste campagne Mack ricevette una grave ferita alla testa, della quale non si riprese mai completamente.

### Guerre rivoluzionarie francesi
Nel 1793 venne nominato capo di stato maggiore del principe Federico Giosia di Sassonia e maggiore dei Paesi Bassi, dove aumentò la sua reputazione per i risultati di questa campagna. Il giovane Arciduca Carlo, che guadagnò i suoi primi allori nell'azione del 1º marzo del 1793, scrisse dopo la battaglia: «Dobbiamo soprattutto ringraziare il colonnello Mack per questi successi».
Mack si distinse ancora nella battaglia di Neerwinden ed ebbe un ruolo importante nei negoziati tra Coburg ed il generale francese Dumouriez. Continuò il suo servizio come intendente generale e fu nominato comandante titolare (Inhaber) di un reggimento. Fu ferito a Famars, ma nel 1794 ottenne di nuovo una promozione, questa volta a maggior generale. Tuttavia fu ritenuto responsabile dell'insuccesso finale degli alleati, in realtà dovuto a fattori politici e militari sui quali Mack non poteva nulla, anche se tali fattori lo avevano anche favorito nei suoi successi del marzo e aprile 1793, e quindi cadde in disgrazia.
Nel 1797 fu promosso tenente maresciallo di campo e l'anno seguente accettò, dietro richiesta personale dell'imperatore, il posto di comandante dell'esercito di Napoli; nonostante la netta superiorità numerica, il generale Mack non fu in grado di affrontare gli agguerriti eserciti rivoluzionari francesi. Condusse l'esercito napoletano, con alla testa re Ferdinando IV di Borbone, all'attacco della Repubblica Romana, riuscendo a far arretrare l'armata del generale Jean Étienne Championnet ed occupando Roma il 27 novembre 1798. Ma il generale Championnet riuscì a concentrare le sue forze e, insieme ai suoi luogotenenti generale Étienne Macdonald e generale Louis Lemoine, sbaragliò le truppe napoletane alla battaglia di Civita Castellana, a Terni, a Papigno, a Otricoli. Il generale Mack perse il controllo della situazione, il suo esercito si disgregò durante la catastrofica ritirata; il generale Championnet rioccupò Roma e avanzò verso Napoli. Il generale Mack, trovandosi in pericolo di venir assassinato dai suoi stessi uomini, si rifugiò presso l'esercito francese. Gli fu promesso un lasciapassare verso il suo paese, ma il Direttorio ordinò che fosse portato in Francia come prigioniero di guerra.

### Guerre napoleoniche
Due anni più tardi fuggì da Parigi mascherato. L'accusa che avesse infranto il suo giuramento era falsa, ma per alcuni anni rimase comunque senza impiego. Nel 1804, quando i sostenitori della guerra nella corte austriaca ebbero bisogno di un generale che si opponesse alla politica pacifista dell'Arciduca Carlo, Mack fu nominato intendente generale dell'esercito, con l'obiettivo di preparare l'esercito alla guerra contro la Francia di Napoleone.
Fece del suo meglio nel poco tempo rimasto disponibile, riformando l'esercito. All'inizio della guerra del 1805 fu capo di stato maggiore del comandante in capo in Germania, l'Arciduca Ferdinando ed in realtà fu lui ad avere la responsabilità del comando dell'esercito che si opponeva a Napoleone, che s'era portato in Baviera; la sua posizione fu sottovalutata e la sua autorità minata per lo scarso rispetto ricevuto da parte degli altri generali. L'esito delle operazioni belliche fu disastroso: l'armata da lui guidata venne tagliata fuori, accerchiata e costretta alla resa dopo pochissimi scontri a fuoco da Napoleone, nella famosa battaglia di Ulma. Le responsabilità vennero addossate tutte allo «sventurato generale Mack», come egli stesso si definì dopo essere stato liberato da Napoleone per presentarsi, solo, al quartier generale delle armate combinate austro russe. La scena è descritta umoristicamente da Lev Tolstoj nel suo Guerra e pace.
Successivamente si verificò il disastro di Austerlitz e poco dopo Mack venne giudicato da un consiglio di guerra, condannato alla degradazione, alla perdita del suo rango, del suo reggimento, dell'Ordine di Maria Teresa e venne imprigionato per due anni. Fu rilasciato nel 1808. Nel 1819, con la definitiva vittoria degli alleati sui francesi, si cancellò la memoria dei precedenti disastri, ed egli fu reintegrato su richiesta del Principe Schwarzenberg, nel suo grado di tenente maresciallo di campo e nel rango di membro dell'Ordine di Maria Teresa.